# Bataille de Brownsville (Arkansas)
Pour les articles homonymes, voir Bataille de Brownsville.
Guerre de Sécession
Batailles
Avancée sur Litte Rock :
- Bataille de Brownsville
- Bataille de West Point
- Bataille d'Harrison's Landing
- Bataille de Reed's Bridge
- Bataille d'Ashley's Mills
- Bataille de Bayou Fourche
- Bataille de Pine Bluff

La bataille de Brownsville (25 août 1863) s'est déroulée dans l'actuel comté de Lonoke, Arkansas  pendant la guerre de Sécession.

## Bataille
Le 25 août 1863, la cavalerie de l'Union affronte les confédérés près de Brownsville. La bataille initiale impliquant 7 000 hommes se déroule à l'est de la ville. Après un bref duel d'artillerie, les troupes de l'Union du colonel Washington Geiger forcent la division de cavalerie du brigadier général Marmaduke à retraiter. Marmaduke forme une nouvelle ligne de bataille à neuf kilomètres six cents à l'ouest. L'avance fédérale est repoussée, les forces confédérées sont obligées de retraiter en moins de trois semaines.

## Conséquences
Brownsville est la première bataille d'une série de combats pendant la campagne de Little Rock qui aboutit à sa capture le 10 septembre 1863 par l'armée de l'Union.